# Hèctor Hernández Vicens
Hèctor Hernández Vicens (Palma, 2 d'octubre de 1975), és un director de cinema, guionista i escriptor català. És llicenciat en Filologia catalana per la Universitat de les Illes Balears i ha cursat Hispanic Studies a la Universitat de Sheffield.
Ha treballat com a guionista en diverses sèries de televisió com El cor de la ciutat, Kubala, Moreno i Manchón, 39+1, en telefilms com Pacient 33 o Suite de Nit, en diverses edicions dels Premis Gaudí i ha coescrit la pel·lícula Fènix 11·23, dirigida per Joel Joan i Juvé. Fou guionista i lletrista per la sèrie infantil Los Lunnis (TVE) i creador i també director de Pol&Cia (TVC).
Ha col·laborat en seccions articles d'opinió i crítiques literàries en diversos mitjans. Ha estat lector editorial i traductor literari.
El seu primer llargmetratge, El cadàver d'Anna Fritz, el qual ha dirigit i coescrit, s'estrenarà al Festival South by Southwest l'any 2015 a Austin, Texas.
El maig de 2016 s'anuncià que dirigirà un nou remake del clàssic de terror Day of the Dead de George A. Romero.
També ha publicat tres novel·les, Allunyeu-vos dels professors (1994), Odi (1995) i Qui s'apunta a matar la meva mare (1997).

## Filmografia

### Director
- 2007: Pol & Cia (sèrie TV)
- 2015: El cadàver d'Anna Fritz

### Guionista
- 2001-2002: El cor de la ciutat (sèrie TV)
- 2003: Pets-and-pets.com (sèrie TV)
- 2004: En Nochebuena con los Lunnis y sus amigos (telefilm)
- 2004: Suite de nit (telefilm)
- 2003-2007: Los Lunnis (sèrie TV)
- 2007: Pol & Cia (sèrie TV)
- 2007: Pacient 33 (telefilm)
- 2011: III Premis Gaudí de l'Acadèmia del Cinema Català
- 2012: IV Premis Gaudí de l'Acadèmia del Cinema Català
- 2012: Fènix 11·23
- 2012-2014: Kubala, Moreno i Manchón (sèrie TV)
- 2014: 39+1 (sèrie TV)
- 2015: El cadàver d'Anna Fritz
- 2020: El practicante

## Obres
- 1994: Allunyeu-vos dels professors (Ed. Moll)
- 1995: Odi (Ed. Moll)
- 1997: Qui s'apunta a matar la meva mare (Ed. 62)